# José Luis Chilavert
José Luis Félix Chilavert González (* 27. červenec 1965, Luque) je bývalý paraguayský fotbalista, brankář. Mezinárodní federace fotbalových historiků a statistiků (IFFHS) ho třikrát zvolila světovým brankářem roku (1995, 1997, 1998) a roku 1999 pak 6. nejlepším brankářem 20. století. Roku 1996 byl vyhlášen nejlepším fotbalistou Jižní Ameriky. Zúčastnil se dvou mistrovství světa – roku 1998 a 2002, na tom prvním byl zvolen do all-stars týmu turnaje. Celkem za paraguayskou reprezentaci odehrál 74 zápasů a kuriozitou je, že vstřelil i 8 reprezentačních branek (což je světový rekord mezi brankáři), neboť s oblibou kopal penalty. V ligových zápasech takto vstřelil 46 gólů a je druhým nejvíce skórujícím gólmanem historie po Brazilci Rogério Cenim.
Rád také zahrával volné přímé kopy – na mundialu v roce 1998 se stal prvním brankářem v historii mistrovství světa, který zahrál volný přímý kop (v zápase proti Bulharsku, gól ale nepadl). S argentinským klubem CA Vélez Sársfield získal roku 1994 Pohár osvoboditelů a ve stejném roce i Interkontinentální pohár. S Racingem Štrasburk vyhrál roku 2001 francouzský pohár. Stal se mistrem tří zemí, Paraguaye (1984), Argentiny (1993, 1995, 1996, 1998) a Uruguaye (2003). Byl proslulý svou výbušnou povahou a řadou incidentů, z nichž nejznámější je zřejmě rvačka s kolumbijským útočníkem Faustinem Asprillou.